# Lúcio Yanel

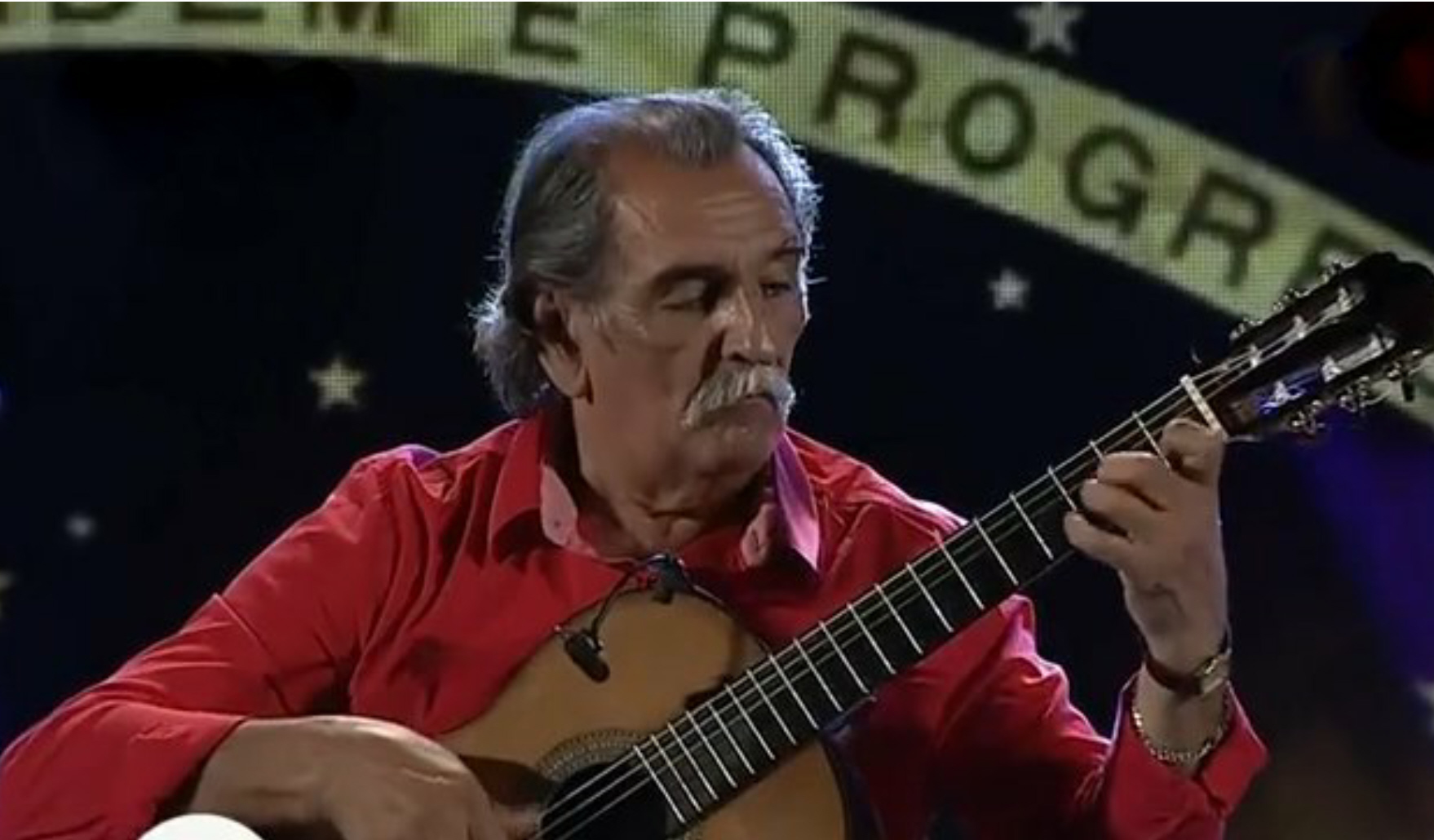
Lúcio Yanel

Lúcio Yanel (* 2. Mai 1946 in Corrientes) ist ein argentinischer Gitarrist, Komponist und Schauspieler, der in Brasilien lebt.

## Leben
Lúcio Yanel zog 1982 nach Rio Grande do Sul und ist seitdem hauptsächlich in Brasilien als Musiker tätig. In seinen Kompositionen verschmelzen verschiedene Musikstile aus Südbrasilien, Argentinien und Uruguay. Er ist Komponist und Interpret der Musik für die Filme Neto perde sua alma und Lua de outubro gewesen. Als Schauspieler verkörperte er die Rolle des Capitão Castelhano in der Serie O tempo e o vento von Érico Veríssimo. Lúcio Yanel ist ein Virtuose auf der Gitarre und hat mit Musikern wie Renato Borghetti, Carlos Perez, Luiz Carlos Borges und Yamandu Costa zusammengearbeitet. Zudem war er Lehrer von Yamandu Costa, mit dem zusammen er 2001 die bemerkenswerte CD Dois tempos aufgenommen hat, auf der die Virtuosität beider Gitarristen sehr deutlich wird. Lúcio Yanel hat verschiedene Preise als Gitarrist und für seine Einspielungen bekommen.

## Diskographie
- La del Sentimiento, 1983, LP
- Guitarra Pampeana, 1986, LP
- Aunque vengan degollando, 1997, CD
- Dois tempos (mit Yamandu Costa), 2001, CD
- Acuarela del Sur, 2003, CD
- Aquarela del Sur 2, 2006, CD